# Settimana Internazionale di Coppi e Bartali
Settimana Internazionale di Coppi e Bartali je etapový cyklistický závod konaný v italském regionu Emilia-Romagna na konci března. Mezi lety 1999 a 2000 se závod nazýval Memorial Cecchi Gori. Dříve byl konán též jako Giro di Sardegna nebo Giro di Sicilia. Je pojmenován po italských cyklistech Faustovi Coppimu a Ginu Bartalimu.
Od roku 2005 je závod součástí UCI Europe Tour na úrovni 2.1. Je považován za jeden z nejvýznamnějších etapových závodů v Itálii a je organizován společností Gruppo Sportivo Emilia.

## Seznam vítězů
| Rok  | Země                  | Jezdec               | Tým                              |
| ---- | --------------------- | -------------------- | -------------------------------- |
| 1984 | Itálie                | Moreno Argentin      | Sammontana                       |
| 1985 | Francie               | Laurent Fignon       | Renault–Elf                      |
| 1986 | Itálie                | Giuseppe Saronni     | Del Tongo                        |
| 1987 | Itálie                | Maurizio Rossi       | Ecoflam–B.F.B.                   |
| 1988 | Itálie                | Adriano Baffi        | GIS–Ecoflam–Jolly                |
| 1989 | Itálie                | Bruno Leali          | Gewiss–Bianchi                   |
| 1990 | Dánsko                | Rolf Sørensen        | Ariostea                         |
| 1991 | Austrálie             | Phil Anderson        | Motorola                         |
| 1992 | Itálie                | Moreno Argentin      | Ariostea                         |
| 1993 | Itálie                | Michele Bartoli      | Mercatone Uno–Zucchini–Medeghini |
| 1994 | Itálie                | Rodolfo Massi        | Amore & Vita–Galatron            |
| 1995 | Nejelo se             | Nejelo se            | Nejelo se                        |
| 1996 | Itálie                | Gabriele Colombo     | Gewiss–Playbus                   |
| 1997 | Itálie                | Roberto Petito       | Saeco Macchine per Caffè         |
| 1998 | Nejelo se             | Nejelo se            | Nejelo se                        |
| 1999 | Lotyšsko              | Romāns Vainšteins    | Vini Caldirola                   |
| 2000 | Itálie                | Paolo Bettini        | Mapei–Quick-Step                 |
| 2001 | Moldavsko             | Ruslan Ivanov        | Alessio                          |
| 2002 | Itálie                | Francesco Casagrande | Fassa Bortolo                    |
| 2003 | Itálie                | Mirko Celestino      | Saeco Macchine per Caffè         |
| 2004 | Itálie                | Giuliani Figueras    | Ceramica Panaria–Margres         |
| 2005 | Itálie                | Franco Pelizotti     | Liquigas–Bianchi                 |
| 2006 | Itálie                | Damiano Cunego       | Lampre–Fondital                  |
| 2007 | Itálie                | Michele Scarponi     | Acqua & Sapone–Caffè Mokambo     |
| 2008 | Austrálie             | Cadel Evans          | Silence–Lotto                    |
| 2009 | Itálie                | Damiano Cunego       | Lampre–NGC                       |
| 2010 | Itálie                | Ivan Santaromita     | Liquigas–Doimo                   |
| 2011 | Itálie                | Emanuele Sella       | Androni Giocattoli               |
| 2012 | Česko                 | Jan Bárta            | Saxo Bank–Tinkoff Bank           |
| 2013 | Itálie                | Diego Ulissi         | Lampre–Merida                    |
| 2014 | Spojené království    | Peter Kennaugh       | Team Sky                         |
| 2015 | Jihoafrická republika | Louis Meintjes       | MTN–Qhubeka                      |
| 2016 | Rusko                 | Sergej Firsanov      | Gazprom–RusVelo                  |
| 2017 | Francie               | Lilian Calmejane     | Direct Énergie                   |
| 2018 | Itálie                | Diego Rosa           | Team Sky                         |
| 2019 | Austrálie             | Lucas Hamilton       | Mitchelton–Scott                 |
| 2020 | Ekvádor               | Jhonatan Narváez     | Ineos Grenadiers                 |
| 2021 | Dánsko                | Jonas Vingegaard     | Team Jumbo–Visma                 |
| 2022 | Irsko                 | Eddie Dunbar         | Ineos Grenadiers                 |
| 2023 | Švýcarsko             | Mauro Schmid         | Soudal–Quick-Step                |
| 2024 | Nizozemsko            | Koen Bouwman         | Visma–Lease a Bike               |